# Andy Griffin
Andrew "Andy" Griffin (Higher End, 7. ožujka 1979.) je umirovljeni engleski nogometaš. Skupio je tri utakmice za englesku nogometnu reprezentaciju.